# Gladiolus gregarius
Gladiolus gregarius es una especie de gladiolo que se encuentra en África.   

## Descripción
Gladiolus gregarius, son hierbas que alcanzan un tamaño de 0,15-1,4 m de altura; el cormo de 1,2-4 cm de diámetro; con túnicas que rara vez se acumulan, base sin cuello de fibras; hojas 4-7, 3-5 basales, de 0,6-2 cm de ancho, los hojas caulinarias superiores y más cortas; tallo erecto, no ramificado; brácteas florales de 2-5 cm de largo, que se superponen; flores de color morado oscuro, desvaneciéndose después, los tépalos inferiores con marca de color púrpura oscuro; tubo de 1,2-1,5 cm de largo; tépalos dorsales de 2-2,6 cm de largo.

## Ecología
Se encuentra en el bosque abierto; a menudo en hábitats rocosos en los que está al abrigo de la competencia; ocasionalmente reportada en sitios húmedos, tales como bordes de pastizales inundados estacionalmente; localmente abundante; en arena muy húmeda; bosque de galería; sabana húmeda; a una altitud de 130-2621 metros.
Es una especie cercana de Gladiolus microspicatus, Gladiolus harmsianus.

## Taxonomía
Gladiolus gregarius fue descrita por Welw. ex Baker y publicado en Trans. Linn. Soc. London, Bot. 1: 268 1878.
Etimología
Gladiolus: nombre genérico que se atribuye a Plinio y hace referencia, por un lado, a la forma de las hojas de estas plantas, similares a la espada romana denominada "gladius". Por otro lado, también se refiere al hecho de que en la época de los romanos la flor del gladiolo se entregaba a los gladiadores que triunfaban en la batalla; por eso, la flor es el símbolo de la victoria.
gregarius: epíteto latíno que significa "perteneciente a un grupo".
Sinonimia
- Antholyza descampsii De Wild.
- Antholyza gilletii De Wild.
- Gladiolus corbisieri De Wild.
- Gladiolus elegans Vaupel
- Gladiolus hanningtonii Baker
- Gladiolus karendensis Baker
- Gladiolus klattianus Hutch.
- Gladiolus macrospathus Goldblatt
- Gladiolus multiflorus Baker
- Gladiolus pseudogregarius Mildbr. ex Hutch.
- Gladiolus spicatus Klatt
- Gladiolus uhehensis Harms[5][6]